# 화학 퍼텐셜
열역학에서 화학 퍼텐셜(化學potential, 영어: chemical potential)은 주어진 온도에서 단위 입자당 추가되는 자유 에너지이다. 통상적인 기호는 그리스 소문자 μ.

## 정의
화학 퍼텐셜은 주어진 개수의 입자를 추가할 때 헬름홀츠 자유 에너지 또는 깁스 자유 에너지가 증가하는 양이다. 따라서, 그 단위는 (몰로 정의할 경우) 줄 퍼 몰(J/mol) 또는 (하나의 입자에 대하여 정의할 경우) 줄(J)이다.

### 바른틀 화학 퍼텐셜potential
바른틀 앙상블에서, 부피 {\displaystyle V} 및 온도 {\displaystyle T}의 열역학계에서 입자수 {\displaystyle N}을 자유롭게 변화시킬 수 있다고 하자. 그렇다면 이 다입자 열역학계의 화학 퍼텐셜 {\displaystyle \mu }은 다음과 같다.
{\displaystyle \mu =\left({\frac {\partial A}{\partial N}}\right)_{T,V}}
여기서 {\displaystyle A}는 계의 헬름홀츠 자유 에너지이다.
부피 대신 압력을 고정시킨다면, 깁스 자유 에너지 {\displaystyle G}로도 화학 퍼텐셜을 정의할 수 있다. 이 경우
{\displaystyle \mu =\left({\frac {\partial G}{\partial N}}\right)_{T,P}}
이다.

### 큰 바른틀 화학 퍼텐셜
큰 바른틀 앙상블에서는 계의 입자수 {\displaystyle N}이 에너지와 마찬가지로 바뀔 수 있다. 이 경우, 화학 퍼텐셜과 입자수의 관계는 온도와 에너지의 관계와 유사하다. 즉, 이들은 서로 바른틀 관계에 있다. 이 경우, 온도 {\displaystyle T}, 화학 퍼텐셜 {\displaystyle \mu }에서의 큰 바른틀 분배 함수 {\displaystyle {\mathcal {Z}}}는 다음과 같다.
{\displaystyle {\mathcal {Z}}(T,\mu ,V)=\sum _{i}\exp \left(-(E_{i}-\mu N_{i})/T\right)}
여기서 {\displaystyle \sum _{i}}는 각 상태 {\displaystyle i}에 대한 합이며, {\displaystyle E_{i}}는 상태 {\displaystyle i}의 에너지, {\displaystyle N_{i}}는 상태 {\displaystyle i}의 입자수이다. 위 식을 간혹 퓨가시티 {\displaystyle z=\exp(\mu /T)}로 표기한다.

## 같이 보기
- 화학 평형
- 퓨가시티
- 활동도
- 열역학적 평형

## 참고 문헌
- Baierlein, Ralph (2001년 4월). “The elusive chemical potential” (PDF). 《American Journal of Physics》 (영어) 69 (4): 423–434. Bibcode:2001AmJPh..69..423B. doi:10.1119/1.1336839.
- Job, G.; F. Herrmann (2006년 2월). “Chemical potential — a quantity in search of recognition” (PDF). 《European Journal of Physics》 (영어) 27 (2): 353–371. Bibcode:2006EJPh...27..353J. doi:10.1088/0143-0807/27/2/018. 2015년 9월 24일에 원본 문서 (PDF)에서 보존된 문서. 2014년 4월 15일에 확인함.
- Huang, Kerson (1987). 《Statistical mechanics》 (영어) 2판. New York: Wiley. ISBN 0-471-81518-7. 2014년 4월 7일에 원본 문서에서 보존된 문서. 2014년 4월 15일에 확인함.
- Pathria, Raj K.; Paul D. Beale (2011년 2월). 《Statistical mechanics》 (영어) 3판. Academic Press. doi:10.1016/B978-0-12-382188-1.00020-7. ISBN 978-0-12-382188-1.